# Lorenzo Davids
Lorenzo Davids (Paramaribo, 4 settembre 1986) è un calciatore olandese nato in Suriname, centrocampista dell'SV Nijmegen.

## Biografia
È cugino di Edgar Davids, in passato calciatore.

## Carriera

### Club
Ha esordito in Eredivisie il 10 febbraio 2007 con la maglia del NEC Nijmegen contro il Roda JC. Dopo più di 100 presenze, il 19 maggio 2011 firma un biennale con i neopromossi dell'Augusta.

### Nazionale
Davids ha giocato la sua prima partita con l'Under-21 nell'ottobre del 2007.